# نیدر-شباخ
نیدر-شباخ (به آلمانی: Frankfurt-Nieder-Eschbach) یک منطقهٔ مسکونی در آلمان است که در فرانکفورت واقع شده‌است. نیدر-شباخ  ۱۱٬۵۷۲ نفر جمعیت دارد.